# Титова, Инесса Валерьевна
Инесса Валерьевна Титова (укр. Інеса Валеріївна Тітова; 18 марта 1976, Черкассы, Украинская ССР, СССР) — украинская футболистка, защитник. Выступала в сборной Украины. Входит в десятку лучших гвардейцев чемпионата Украины. Мастер спорта Украины.

## Клубная карьера
Дебют в чемпионате Украины состоялся во время розыгрыша первого сезона данного турнира в 1992 году в составе киевского клуба «Арена». За два года выступлений в составе команды она становилась победителем и серебряным призёром чемпионата Украины, Титова также выигрывала Кубок Украины и завоёвывала серебряные медали этого турнира. В 1994 году она выступала в составе другого киевского клуба — «Алина». Вместе с командой завоевала бронзу чемпионата и доходила до финала Кубка. Следующий сезон провела в столичном «Спартаке», с которым вновь стала третьей в первенстве Украины. В 2000 году в составе команды «Киевская Русь» также завоевала бронзу чемпионата страны.
В 2001 году вместе с другой украинкой Светланой Фришко выступала за молдавский «Кодру» в первом розыгрыше женского Кубка УЕФА. В составе команды провела 5 матчей и забила 1 гол в ворота словенской «Илирии». Сезон 2002 года провела в клубе «Металлург-Дончанка», с которым в третий раз стала бронзовым призёром чемпионата Украины. С 2003 года 2011 год Титова выступала за харьковский «Жилстрой-1». Четырежды она становилась победителем и серебряным призёром чемпионата, пять раз становилась обладателем Кубка и трижды являлась финалистом турнира. Вместе с командой выступала в Кубке УЕФА. В 2004 году принимала участие в турнире Краснодарская весна, где её команда заняла второе место.
Окончила Донецкий государственный университет физического воспитания, спорта и здоровья. С 2008 по 2011 год играла и работала тренером в клубе «Жилстрой-1».
В сезоне 2005/06 стала чемпионкой Украины по футзалу в составе луганской команды «Интерпласт».

## Карьера в сборной
Выступала за сборную Украины. Дебют состоялся в 2000 году. В 2009 году главный тренер сборной Анатолий Куцев вызвал Титову на чемпионат Европы в Финляндии.

## Карьера вне спорта
Работала в качестве фрилансера, а сейчас главным контент-менеджером в компании Womanadvice
Занимает должность менеджера агентства недвижимости Roksy Home (Испания), а также проект-менеджера ресурса Испания-онлайн.

## Достижения
«Арена»
- Чемпион Украины: 1993
- Серебряный призёр чемпионата Украины: 1992
- Обладатель Кубка Украины: 1993
- Финалист Кубка Украины: 1992

«Алина»
- Бронзовый призёр чемпионата Украины: 1994
- Финалист Кубка Украины: 1994

«Спартак»
- Бронзовый призёр чемпионата Украины: 1995

«Киевская Русь»
- Бронзовый призёр чемпионата Украины: 1995

«Кодру»
- Чемпион Молдавии

«Металлург-Дончанка»
- Бронзовый призёр чемпионата Украины: 2002

«Жилстрой-1»
- Чемпион Украины (4): 2003, 2004, 2006, 2008
- Серебряный призёр чемпионата Украины (4): 2005, 2007, 2009, 2010
- Обладатель Кубка Украины (5): 2003, 2006, 2007, 2008, 2010
- Финалист Кубка Украины (3): 2004, 2005, 2009

«Интерпласт»
- Чемпион Украины по футзалу 2005/06